# Snowboarding na Zimních olympijských hrách 2010
Soutěže ve Snowboardingu na Zimních olympijských hrách 2010 ve Vancouveru se konaly v areálu Cypress Mountain od 15. do 27. února 2010.

## Česká účast
Muži
- David Bakeš (snowboardcross)
- Michal Novotný (snowboardcross)
- Petr Šindelář (paralelní obří slalom)

Ženy
- Zuzana Doležalová (paralelní obří slalom)
- Šárka Pančochová (U-rampa)

## Medailové pořadí zemí
| Pořadí | Země                         | Zlato | Stříbro | Bronz | Celkově |
| ------ | ---------------------------- | ----- | ------- | ----- | ------- |
| 1.     | Spojené státy americké (USA) | 2     | 1       | 2     | 5       |
| 2.     | Kanada (CAN)                 | 2     | 1       | 0     | 3       |
| 3.     | Austrálie (AUS)              | 1     | 0       | 0     | 1       |
| 3.     | Nizozemsko (NED)             | 1     | 0       | 0     | 1       |
| 5.     | Francie (FRA)                | 0     | 1       | 2     | 3       |
| 6.     | Rakousko (AUT)               | 0     | 1       | 1     | 2       |
| 7.     | Finsko (FIN)                 | 0     | 1       | 0     | 1       |
| 7.     | Rusko (RUS)                  | 0     | 1       | 0     | 2       |
| 9.     | Švýcarsko (SUI)              | 0     | 0       | 1     | 1       |
|        | Celkem                       | 6     | 6       | 6     | 18      |

## Medailisté

### Muži
| Disciplína            | Zlato                                       | Výkon                                       | Stříbro                        | Výkon                          | Bronz                                      | Výkon                            |
| --------------------- | ------------------------------------------- | ------------------------------------------- | ------------------------------ | ------------------------------ | ------------------------------------------ | -------------------------------- |
| paralelní obří slalom | Jasey-Jay Anderson · Kanada (CAN)           | Jasey-Jay Anderson · Kanada (CAN)           | Benjamin Karl · Rakousko (AUT) | Benjamin Karl · Rakousko (AUT) | Mathieu Bozzetto · Francie (FRA)           | Mathieu Bozzetto · Francie (FRA) |
| snowboardcross        | Seth Wescott · Spojené státy americké (USA) | Seth Wescott · Spojené státy americké (USA) | Mike Robertson · Kanada (CAN)  | Mike Robertson · Kanada (CAN)  | Tony Ramoin · Francie (FRA)                | Tony Ramoin · Francie (FRA)      |
| U-rampa               | Shaun White · Spojené státy americké (USA)  | 48,4                                        | Peetu Piiroinen · Finsko (FIN) | 45,0                           | Scotty Lago · Spojené státy americké (USA) | 42,8                             |

### Ženy
| Disciplína            | Zlato                                     | Výkon                                     | Stříbro                                        | Výkon                                | Bronz                                         | Výkon                              |
| --------------------- | ----------------------------------------- | ----------------------------------------- | ---------------------------------------------- | ------------------------------------ | --------------------------------------------- | ---------------------------------- |
| paralelní obří slalom | Nicolien Sauerbreijová · Nizozemsko (NED) | Nicolien Sauerbreijová · Nizozemsko (NED) | Jekatěrina Iljuchinová · Rusko (RUS)           | Jekatěrina Iljuchinová · Rusko (RUS) | Marion Kreinerová · Rakousko (AUT)            | Marion Kreinerová · Rakousko (AUT) |
| snowboardcross        | Maëlle Rickerová · Kanada (CAN)           | Maëlle Rickerová · Kanada (CAN)           | Déborah Anthoniozová · Francie (FRA)           | Déborah Anthoniozová · Francie (FRA) | Olivia Nobsová · Švýcarsko (SUI)              | Olivia Nobsová · Švýcarsko (SUI)   |
| U-rampa               | Torah Brightová · Austrálie (AUS)         | 45,0                                      | Hannah Teterová · Spojené státy americké (USA) | 42,4                                 | Kelly Clarková · Spojené státy americké (USA) | 42,2                               |